# USAC-Saison 1961
Die USAC-Saison 1961 war die 40. Meisterschaftssaison im US-amerikanischen Formelsport. Sie begann am 9. April in Trenton und endete am 19. November in Phoenix. A.J. Foyt sicherte sich wie im Vorjahr den Titel.

## Rennergebnisse
| Nr. | Datum         | Veranstaltung (Rennstrecke)                                          | Meilen | Sieger         | Siegerteam           |
| --- | ------------- | -------------------------------------------------------------------- | ------ | -------------- | -------------------- |
| 1   | 09. April     | Trenton 100 (Trenton International Speedway) (O)                     | 100    | Eddie Sachs    | Ewing-Offenhauser    |
| 2   | 30. Mai       | International 500 Mile Sweepstakes (Indianapolis Motor Speedway) (O) | 500    | A.J. Foyt      | Trevis-Offenhauser   |
| 3   | 04. Juni      | Rex Mays Classic (The Milwaukee Mile) (O)                            | 100    | Rodger Ward    | Watson-Offenhauser   |
| 4   | 18. Juni      | Langhorne 100 (Langhorne Speedway) (UO)                              | 100    | A.J. Foyt      | Mesowski-Offenhauser |
| 5   | 20. August    | Tony Bettenhausen 200 (The Milwaukee Mile) (O)                       | 200    | Lloyd Ruby     | Watson-Offenhauser   |
| 6   | 21. August    | Tony Bettenhausen Memorial (Illinois State Fairgrounds) (UO)         | 99     | Jim Hurtubise  | Kuzma-Offenhauser    |
| 7   | 04. September | Ted Horn Memorial (DuQuoin State Fairgrounds) (UO)                   | 100    | A.J. Foyt      | Mesowski-Offenhauser |
| 8   | 09. September | Syracuse 100 (New York State Fairgrounds) (UO)                       | 100    | Rodger Ward    | Watson-Offenhauser   |
| 9   | 16. September | Hoosier Hundred (Indiana State Fairgrounds) (UO)                     | 100    | A.J. Foyt      | Mesowski-Offenhauser |
| 10  | 24. September | Trenton 100 (Trenton International Speedway) (O)                     | 100    | Eddie Sachs    | Kuzma-Offenhauser    |
| 11  | 29. Oktober   | Golden State 100 (California State Fairgrounds) (UO)                 | 100    | Rodger Ward    | Watson-Offenhauser   |
| 12  | 19. November  | Bobby Ball Memorial (Arizona State Fairgrounds) (UO)                 | 89     | Parnelli Jones | Lesovsky-Offenhauser |

- Erklärung: O: Oval, UO: unbefestigtes Oval

## Fahrer-Meisterschaft (Top 10)
| 1. | A.J. Foyt        | 2150 |
| 2. | Eddie Sachs      | 1760 |
| 3. | Rodger Ward      | 1680 |
| 4. | Shorty Templeman | 1190 |
| 5. | Al Keller        | 1000 |

| 6. | Jim Hurtubise  | 939 |
| 7. | Len Sutton     | 860 |
| 8. | Bobby Marshman | 769 |
| 9. | Parnelli Jones | 750 |
| 9. | Dick Rathmann  | 750 |